# Globosidi
I globosidi sono un tipo di glicosfingolipidi neutri (non dotati di carica) con due o più zuccheri, di solito D-glucosio, D-galattosio o N-acetil-D-galattosammina situati nella catena laterale. Un glicosfingolipide che ha un solo zucchero come catena laterale è chiamato cerebroside.

La catena laterale può essere scissa dagli enzimi galattosidasi e glucosidasi. La carenza di α-galattosidasi A, causa la malattia di Fabry, una malattia metabolica ereditaria caratterizzata dall'accumulo del globoside globotriaosilceramide.